# Banksia elderiana
Espèce
Classification phylogénétique
Banksia elderiana est une espèce d'arbuste buissonnant du genre Banksia de la famille des Proteaceae. On le trouve en deux populations distinctes en Australie-Occidentale, une à l'ouest de Kalgoorlie, au sud de Ravensthorpe (en) , et une autre dans le grand désert de Victoria.